# Royal Swinkels
Pour les articles homonymes, voir Bavaria.

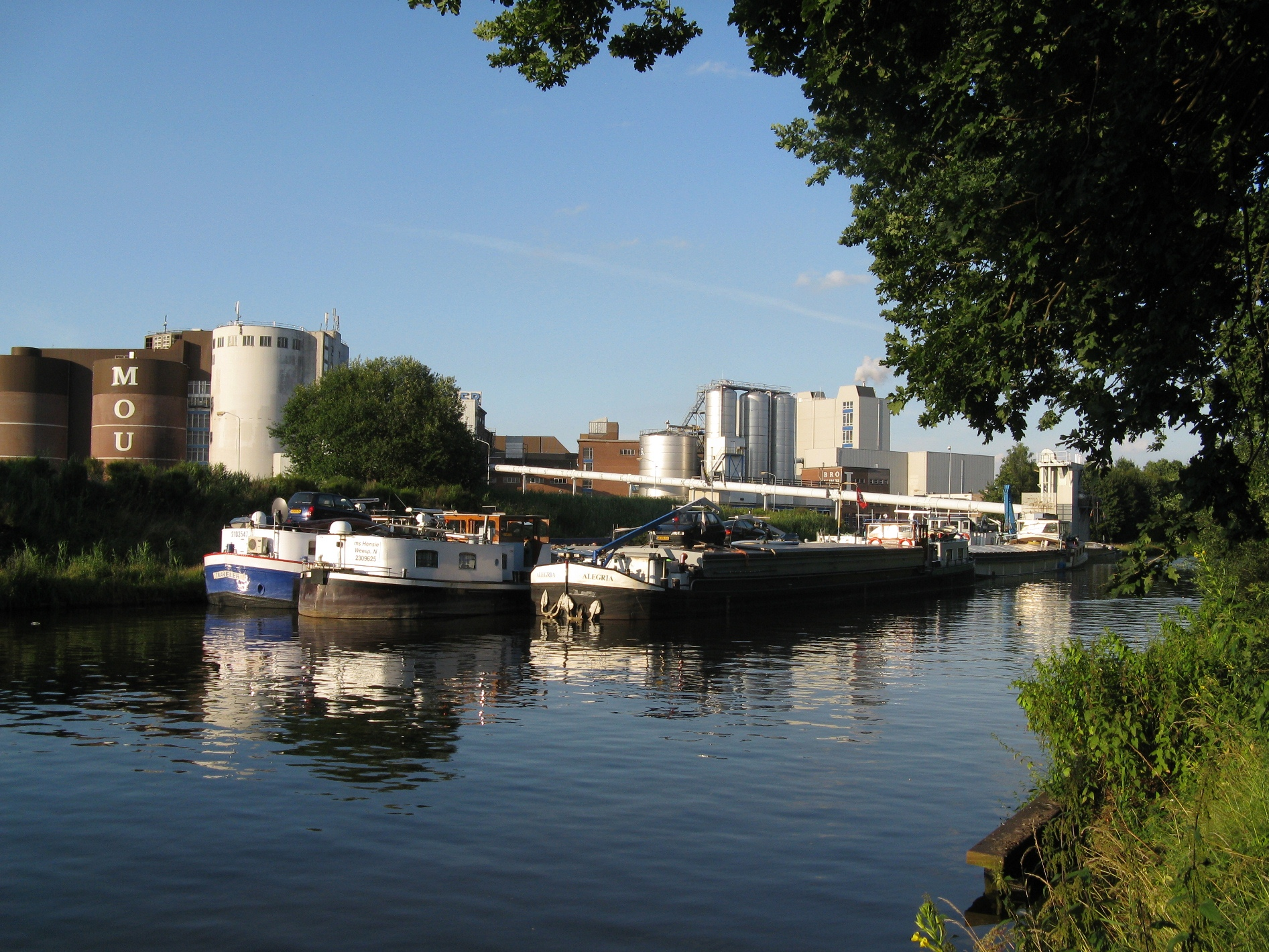
La brasserie de Royal Swinkels à Lieshout, vue depuis le Canal Wilhelmine.

Royal Swinkels (anciennement Bavaria puis Swinkels Family Brewers) est une entreprise familiale néerlandaise de Brabant-Septentrional dans le secteur de la bière et des boissons gazeuses. Elle réalise un chiffre d'affaires de plus de 1,128 millions d'euros par an. Royal Swinkels exploite huit brasseries, dont trois aux Pays-Bas, trois en Belgique, une en Éthiopie et une à Cuba. Basée à Lieshout, Royal Swinkels exporte vers plus de 150 pays dans le monde. Avec une production totale de plus de sept millions d'hectolitres par an, elle est la deuxième plus grande société de brasseries aux Pays-Bas, derrière Heineken, et l'un des plus grands producteurs de malt en Europe.

## Histoire

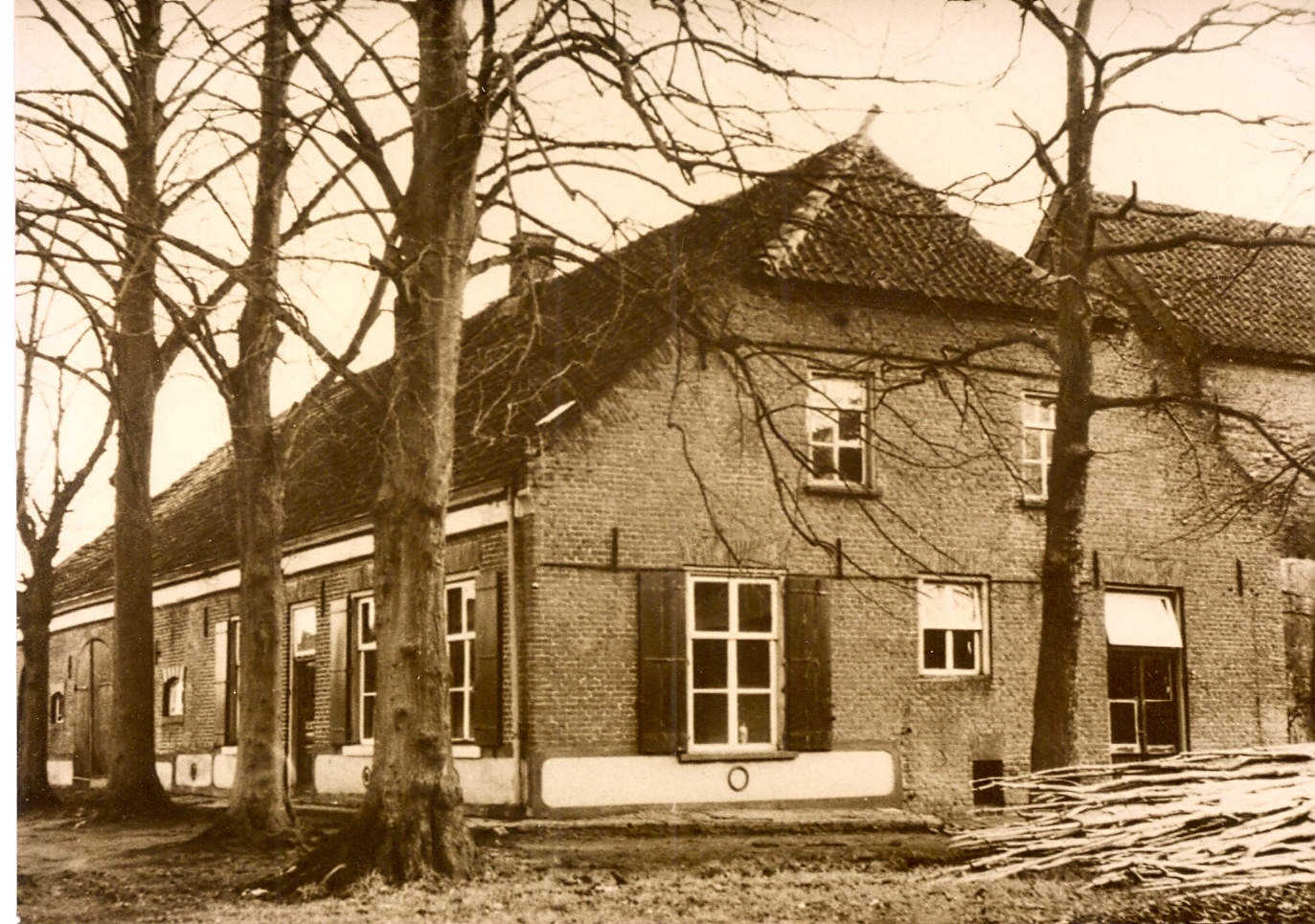
La ferme maintenant démolie au Kerkdijk, l'origine de Royal Swinkels.

Les plus anciens documents connus au sujet de l'entreprise datent de 1680 et concernent une brasserie qui faisait partie d'une ferme sur le Kerkdijk, dont le propriétaire était Dirk Vereijken,.
Au cours de trois générations consécutives, cette brasserie a été transmise de père en fille. Les noms des nouvelles familles brassicoles étaient Van Moorsel et Moorrees. En 1764, Brigitta Moorrees épousa Ambrosius Swinkels. Après la mort de sa mère en 1773, Brigitta et son mari sont devenus les propriétaires à part entière de la brasserie. Depuis lors, la brasserie appartient à la famille Swinkels.
En 1924, cette famille a construit une plus grande brasserie dans laquelle elle a commencé de brasser une bière par la méthode de fermentation basse. Aux Pays-Bas cette bière s’appelait à cette époque Beiers Bier (Bière de Bavière), raison pour laquelle la brasserie changea le nom De Kerkdijk pour Bavaria. En 1940, l'entreprise établit ses propres malteries.
Dans les années 1970, elle a commencé l'exportation de la bière, qui est maintenant exportée vers 150 pays. En 1978 l'entreprise a introduit une des premières bières non alcoolisées au monde.
En 1992, la société prit la décision de créer la filiale française qui lancera l’année suivante la marque « 8.6 » avec un format boîte 50 cl, très peu utilisé à l’époque (seulement par quelques bières allemandes) et jamais vu sur une marque de bière ayant un titrage supérieur à 5°.
En 1998, l'entreprise a repris la commercialisation des bières de l'abbaye de Koningshoeven (fondée en 1884) qui fabriquait, à cette époque, les seules bières trappistes des Pays-Bas, sous le nom de La Trappe.
En 2016, la société rachète les brasseries belges du groupe Palm Belgian Craft Brewers pour enrichir son portefeuille de bières de spécialités avec l’acquisition de sept nouvelles marques. Elle prend 35 % des parts dans la marque De Molen.
En 2018, il est décidé de changer le nom de l'entreprise de Bavaria pour Swinkels Family Brewers (Brasseurs de Famille Swinkels). En mars 2019, Wim van de Donk, Commissaire du Roi de la province Brabant-Septentrional, annonce que Swinkels Family Brewers recevrait la désignation royale et a officiellement nommé l'entreprise « Royal Swinkels Family Brewers ». Le prix est décerné à la brasserie en raison du 300e anniversaire de l'entreprise et de son importance nationale. À partir de 2024, le nom est raccourci en Royal Swinkels. À ce jour, la direction de la brasserie est formée par des membres de la septième génération de Swinkels.

## Marketing

### Publicités télévisées
Royal Swinkels a réalisé de nombreuses publicités dont le personnage central était un acteur célèbre tels Lee Van Cleef, Marco van Basten, Maradona, Arie Haan, Guus Meeuwis, Joan Collins, Don Johnson, Mickey Rourke, Hugh Hefner et Charlie Sheen.
En 2014, les publicités font également référence à des idoles décédés tels Marilyn Monroe, Elvis Presley, Kurt Cobain, John Lennon, Bruce Lee et Tupac Shakur. Elles ont indigné les États-Unis, en particulier dans la presse. Les commentaires YouTube ont été majoritairement positifs[réf. nécessaire].

### Coupe du monde de football 2010
Royal Swinkels, à ce moment-là Bavaria, s'est fait remarquer lors d'un scandale au cours du mondial de football de 2010. En habillant des supportrices néerlandaises lors du match Pays-Bas-Danemark, la brasserie est soupçonnée d'avoir réalisé une campagne d’ambush marketing.

## Les marques et les bières
Royal Swinkels propose plusieurs noms de marques.

### Bavaria

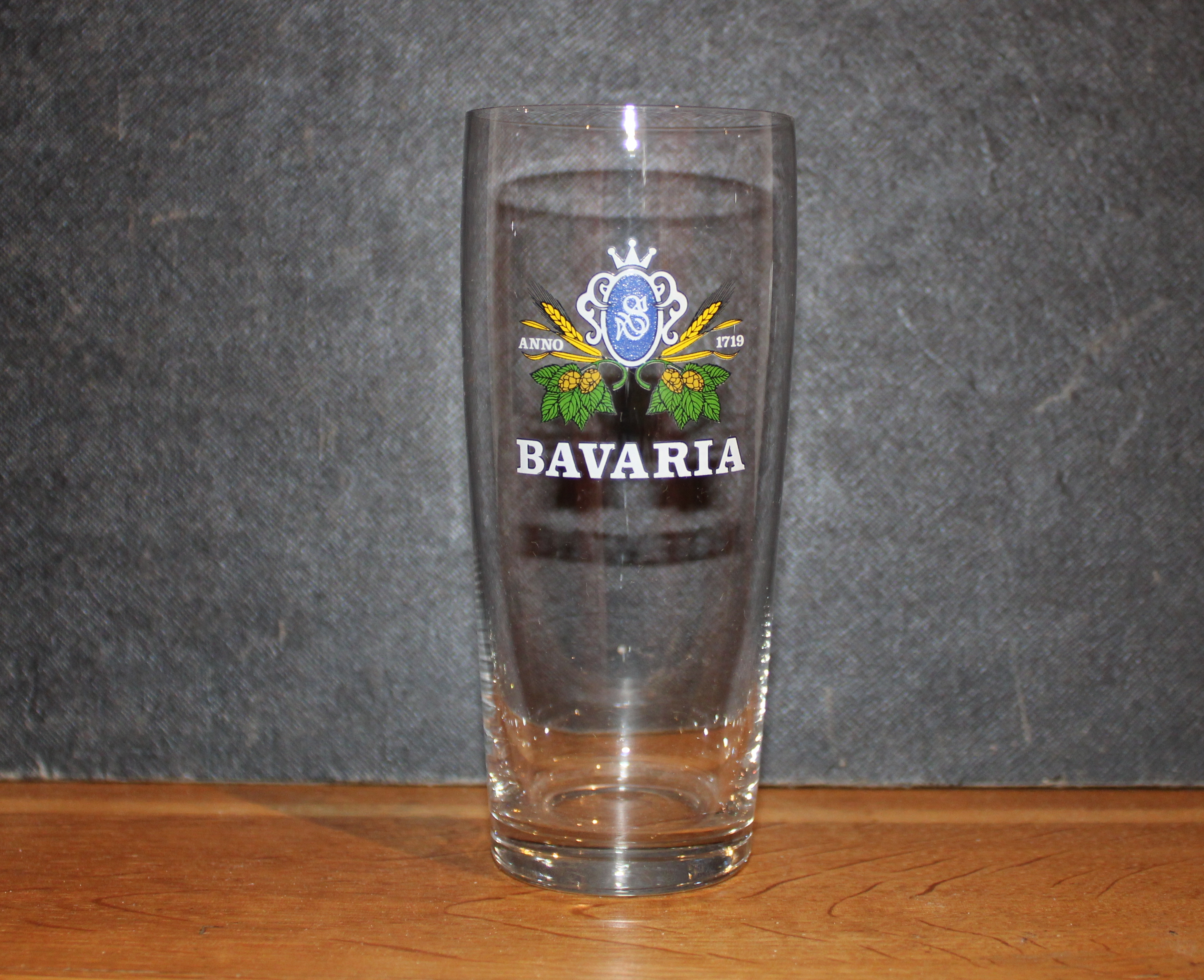
Vieux verre à bière "Bavaria".

Royal Swinkels vend la plupart de ses bières sous ce nom. Cette marque est le haut de gamme de la brasserie. Elle offre huit variétés de bière alcoolisée, cinq types de bière sans alcool et sept saveurs de bière maltée.
On trouve en France la Bavaria 0,0 %, 100 % sans alcool, dans les variétés suivantes :
- Bavaria 0,0 % WIT, bière blanche 100 % sans alcool ;
- Bavaria 0,0 % Fruity Rose, bière aux fruits rouges 100 % sans alcool ;
- Bavaria 0,0 % Ginger, bière au citron vert-gingembre ;
- Bavaria 0,0 % IPA.

### 8.6
8.6 est une marque de spécialité principalement commercialisée dans un format de boîte 50 cl. On trouve en France les variétés :
- 8.6 Original : bière blonde de spécialité à l’origine de la marque, au goût riche avec des notes de fruits secs et de réglisse. La bière 8.6 Original est également composée de malt (Royal Swinkels est l’une des rares brasseries au monde à produire son propre malt) et de houblons ;
- 8.6 Red, bière ambrée de spécialité au goût doux mêlant des notes épicées et la saveur sucrée du caramel ;
- 8.6 Gold, bière blonde de spécialité au goût doux et peu amer, avec des notes florales et fruitées ;
- 8.6 IPL (renommée IPA, mais avec une référence graphique à l'ancien nom) bière blonde de spécialité qui associe la qualité rafraîchissante d'une lager et la saveur houblonnée d'une India Pale Ale, avec des notes sucrées et légèrement florales.
- 8.6 Extrême, son goût ressemble à celui de l'Original mais par sa dose d'alcool de 10,5 %, elle reste la plus forte de toutes.
- 8.6 Black, une bière de type stout.
- 8.6 Cherry, la dernière[Quand ?] création de la gamme 8.6, une bière très fruitée au goût de cerise et de cassis.

La 8.6, novatrice lors de son arrivée sur le marché français en 1993, à la fois pour son format 50 cl et pour son titre alcoolique élevé, a connu un fort succès. Si le patron de Bavaria de l'époque, Stan Mostermans, assure alors qu'à la qualité de cette bière s'attache comme quasi-slogan « buvez moins et mieux », elle est souvent associée aux SDF ou à l'alcoolisation des jeunes, une « bière qui fracasse » selon Libération. Dès 1995, ce sont 20 millions de canettes qui sont vendues.
Cette image lui colle encore à la peau en 2025, puisqu'elle est qualifiée de « bière de la rue », « bière de caniveau » ou de « bière pour clochard » dans un article de 20 Minutes de janvier 2025. Cette image provient de plusieurs facteurs, dont le fait qu'elle n'est commercialisée qu'en canette, il n'est donc pas envisageable à l'époque pour les restaurateurs de la proposer à la vente. Mais, constatant une hausse des ventes de 11% en 2024 dans un marché de la bière globalement en repli, cette mauvaise réputation ne l'empêche pas d'être un succès commercial.
Très peu de temps après, la bière a été copiée par Leader Price, qui a fait produire par Karlsbräu une bière quasi identique, appelée 8.8. Mais la 8.6 fait en 2025 figure de pionnière dans le domaine des bières « un peu forte », alors que d'autres marques comme Heineken ont intégré le créneau du format 50 cl, sur un titre alcoolique voisin des triples et des IPA, et bien en deçà des bières très fortes allant jusqu'à 12°.

### Swinckels
Swinckels est une marque premium pour la bière spéciale qui a été introduite en 2007 lors de la transition de la sixième à la septième génération de Swinkels.

### La Trappe
En 1999, Royal Swinkels reprit la commercialisation de la brasserie trappiste de l'Abbaye de Koningshoeven sous le nom de marque : La Trappe.

### Palm
Royal Swinkels a également récemment racheté les marques des brasseries Palm, dont Cornet, Brugge Tripel, Rodenbach, Arthur Legacy et Steenbrugge.

## Galeries

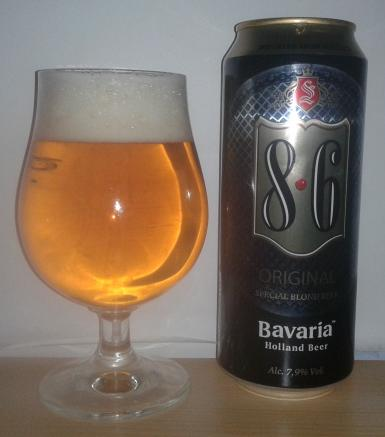
8.6 Original.
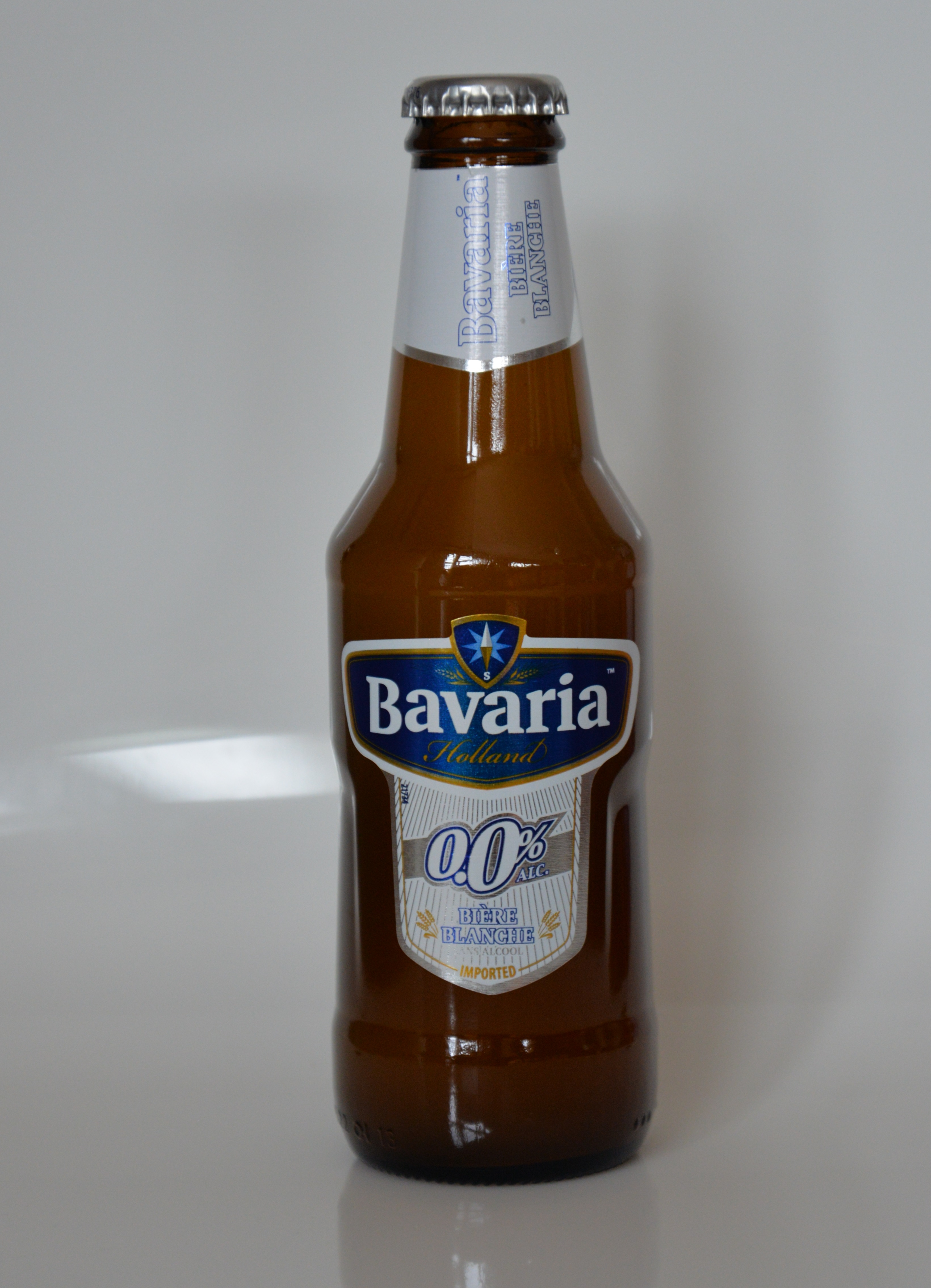
La bière blanche sans alcool.

## Dans la culture populaire
Royal Swinkels, avec la marque 8.6, est très présente dans la culture populaire en France, notamment dans le domaine musical. La marque est ainsi citée à de nombreuses reprises :
- « Dans ma rue à chacun ses délices, à chacun sa 8.6 » – Doc Gynéco dans Dans ma rue ;
- « Si toutes les meufs étaient carrées comme Mariah, je fumerais moins, je boirais moins de Bavaria » – Doc Gynéco dans L'Homme qui ne valait pas 10 centimes ;
- « Plus d'athlètes sur les pistes, on assiste à des compètes de 8.6 » – MC Solaar dans Les temps changent ;
- « Je ne sais plus comment faire, je bois des 8.6 » – Benjamin Biolay dans Miss Miss ;
- « Entre tes cuisses, tu calais ta 8.6 » – Benjamin Biolay dans Palermo Spleen ;
- « Sortez les 8.6, on vient fêter la fin du disque » – Orelsan dans RaelSan ;
- « T'as pas un euro pour une 8.6, man ? » – Les Fatals Picards dans Djembe Man ;
- « Faites tourner la 8.6 » – FFF en introduction du célèbre Barbès ;
- « Mets le compte à rebours kro...nomètre les pulsions du jour, en 8.6 en moyenne je nage le crawl...enbourg » – Java dans Sexe Accordéon & Alcool ;
- le groupe Svinkels tire son nom de la marque Swinkels et chante dans Réveille le punk : « J'ai bu comme Ludwig quatre vingt 8,6 » ;
- le groupe musical français 8°6 Crew tire son nom de cette marque de bière.